# Claire Elizabeth Parker
Claire Elizabeth Pearl Parker (Sídney, 30 de junio de 1991) es una modelo y exreina de belleza australiana, siendo Primera Finalista en la edición de Miss Grand Internacional 2015, pero tras la renuncia de la dominicana Anea García, asumiría dicho título posteriormente.

## Historia
Nació en la ciudad de Sídney, en Australia. A la edad de 18 años, ganó el título de Miss Teen Australia 2009 y en el año 2015, obtuvo el título de Miss Grand Australia en representar a dicho país en el certamen de Miss Grand Internacional.

## Miss Grand Internacional 2015
Parker representó a Australia en la edición de Miss Grand Internacional, que fue realizado el pasado 25 de octubre del 2015, en Bangkok, Tailandia. Parker compitió con más de 70 participantes del mundo, en donde al final del evento, quedó como Primera Finalista y la ganadora fue Anea García de República Dominicana.

### Cuando asume el título de Miss Grand Internacional 2015
El 24 de marzo del 2016, la dominicana Anea García renunció al título tras no poder cumplir con las obligaciones como Miss. Es por ello que, Parker como Primera Finalista asumió el cargo como Miss Grand Internacional 2015. El 25 de octubre del 2016, coronó a su sucesora Ariska Putri de Indonesia.
| Predecesor: · Anea García · República Dominicana | Miss Grand Internacional 2015 | Sucesor: Ariska Putri Pertiwi Indonesia |